# Monka Bobczewa
Monka Bobczewa (bułg. Монка Бобчева, ur. 1 czerwca 1949) – bułgarska lekkoatletka, sprinterka.
Zdobyła brązowy medal w sztafecie 4 × 1 okrążenie (w składzie: Iwanka Wenkowa, Iwanka Koszniczarska, Sofka Kazandżiewa i Bobczewa) na 
halowych mistrzostwach Europy w 1971 w Sofii.
Była mistrzynią Bułgarii w biegu na 100 metrów w 1968 i w biegu na 200 metrów w 1970.
Wyrównała rekordy Bułgarii w biegu na 100 metrów czasem 11,8 s (2 sierpnia 1968 w Sofii) i w biegu na 200 metrów czasem 24,4 s (27 czerwca 1970 w Sofii). Dwukrotnie ustanawiała rekord swego kraju w 
sztafecie 4 × 100 metrów do rezultatu 45,9 s (16 sierpnia 1970 w Bukareszcie).
Była żoną sprintera Dimczo Arnaudowa.